# 오슬로 대학교

오슬로 대학교(Universitetet i Oslo)는 노르웨이에서 가장 오래된 대학교이며 오슬로에 위치한 대학교이다. 1811년 왕립 프레드릭 대학교로 설립되었으며, 베를린 훔볼트 대학교를 모델로 하였다. 당시 교명은 덴마크와 노르웨이의 군주 프레드릭 4세의 이름을 따랐다. 1939년 현재의 교명으로 변경되었다. 2015년 12월 31일까지는 노르웨이 최고/최대의 대학교였으나, 규모에서 2016년 1월 1일 노르웨이 과학기술대학교에게 밀리게 되었다. 2019년을 기준으로 노르웨이 내에서 USNews/ARWU/QS 1위, 세계랭킹으로 CWUR 56위, ARWU 59위, USNews 91위, QS 113위를 기록하였다. 

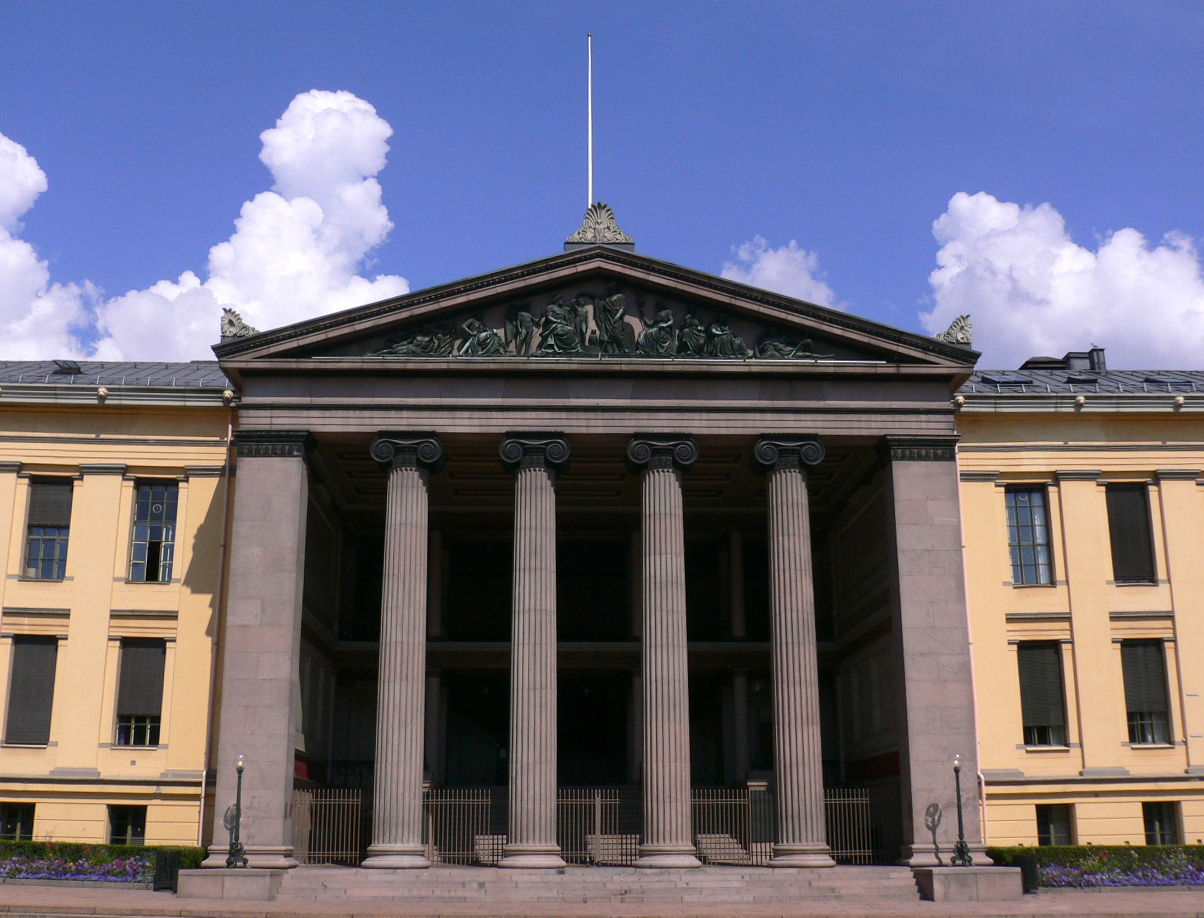
The University of Oslo